# Hans Jakob Christoffel von Grimmelshausen
Hans Jakob Christoffel von Grimmelshausen (født 17. marts 1621 i Gelnhausen, død 17. august 1676 i Renchen) var en tysk forfatter.
Grimmelshausen blev som 10-årig fanget af hessiske soldater og indrulleret og deltog i Trediveårskrigen som musketer i den kejserlige hær. Efter den Westfalske fred 1648 tilbragte han tyve år med selvstudier og rejser, inden han i 1667 slog sig til ro som landfoged i Renchen, hvor han i sine sidste år virkede som forfatter og benyttede en række pseudonymer. I 1668 udgav han romanen Simplicius Simplicissimus, som med baggrund i de samtidige spanske skæmteromaner udforsker heltens dannelse og giver en hensynsløs genspejling af de menneskeligt og socialt forvirrende forhold under og efter Trediveårskrigen. Fra denne roman tog Grimmelshausen siden enkeltpersoner til behandling, bl.a. i Trutz Simplex (ukendt trykkeår, omkring 1669). Ved siden af disse romaner skrev Grimmelshausen også i den barokke stil, der under den anden schlesiske skole var fremherskende i Tyskland i 1600-tallets anden halvdel.